# 卡利登 (西開普省)
卡利登（Caledon）是南非的城鎮，位於該國南部，由西開普省負責管轄，距離開普敦約100公里，始建於1811年，面積13.01平方公里，2001年人口10,650，人口密度每平方公里820人。